# 王玉庆
王玉庆（1945年11月—），汉族，中华人民共和国政治人物、第十一届全国政协委员。
加入中国共产党，担任十一届全国政协人口资源环境委员会副主任、国家环保总局原副局长。2008年，当选第十一届全国政协委员，代表中国共产党，分入第二组。并担任人口资源环境委员会副主任。